# Petrochimie

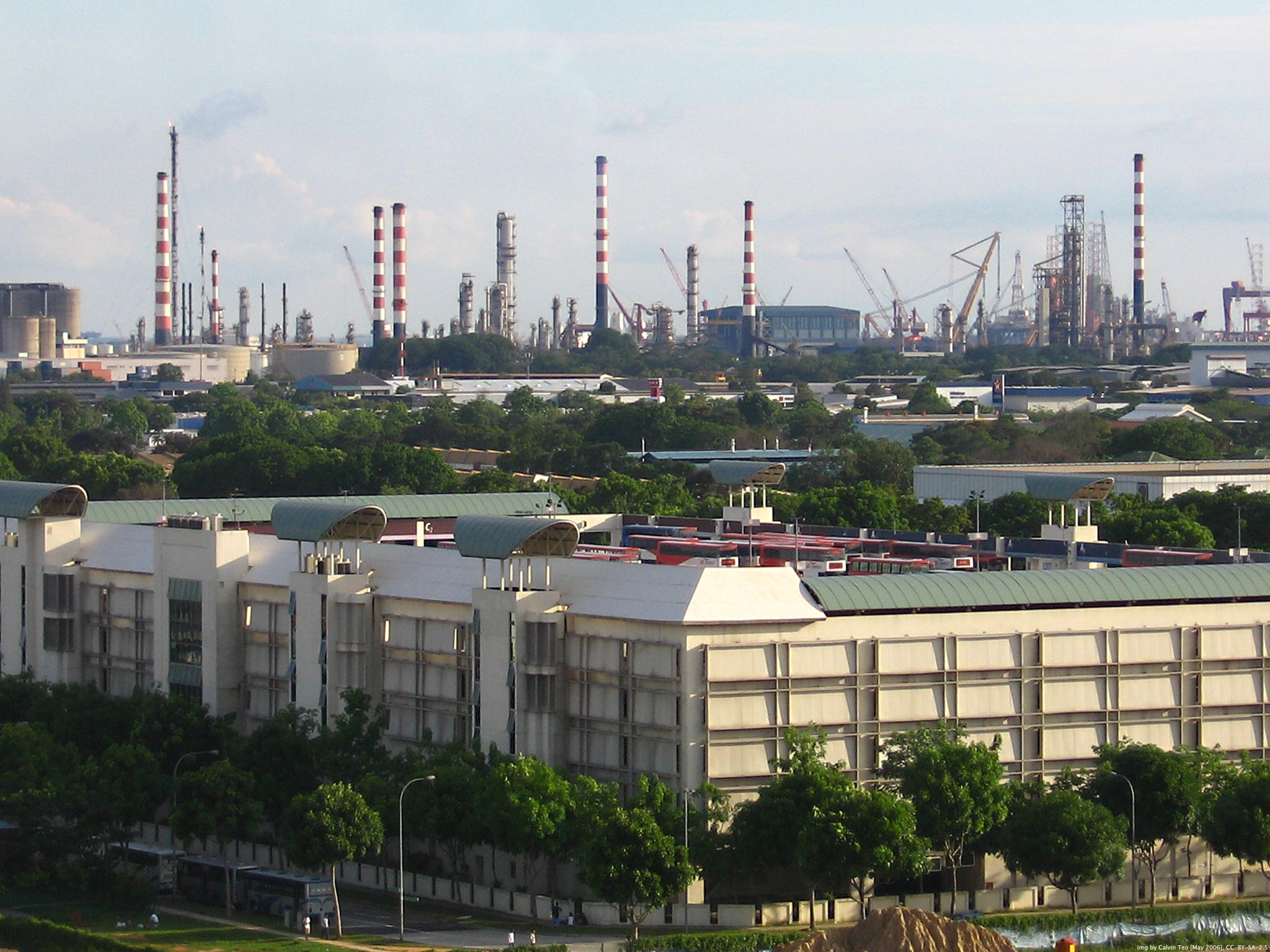
Fabrică petrochimică din Singapore

Petrochimia este ramura chimiei care se ocupă cu studiul transformărilor petrolului și a gazelor naturale (combustibili fosili), pentru obținerea de produși chimici folositori.